# Flor de banano

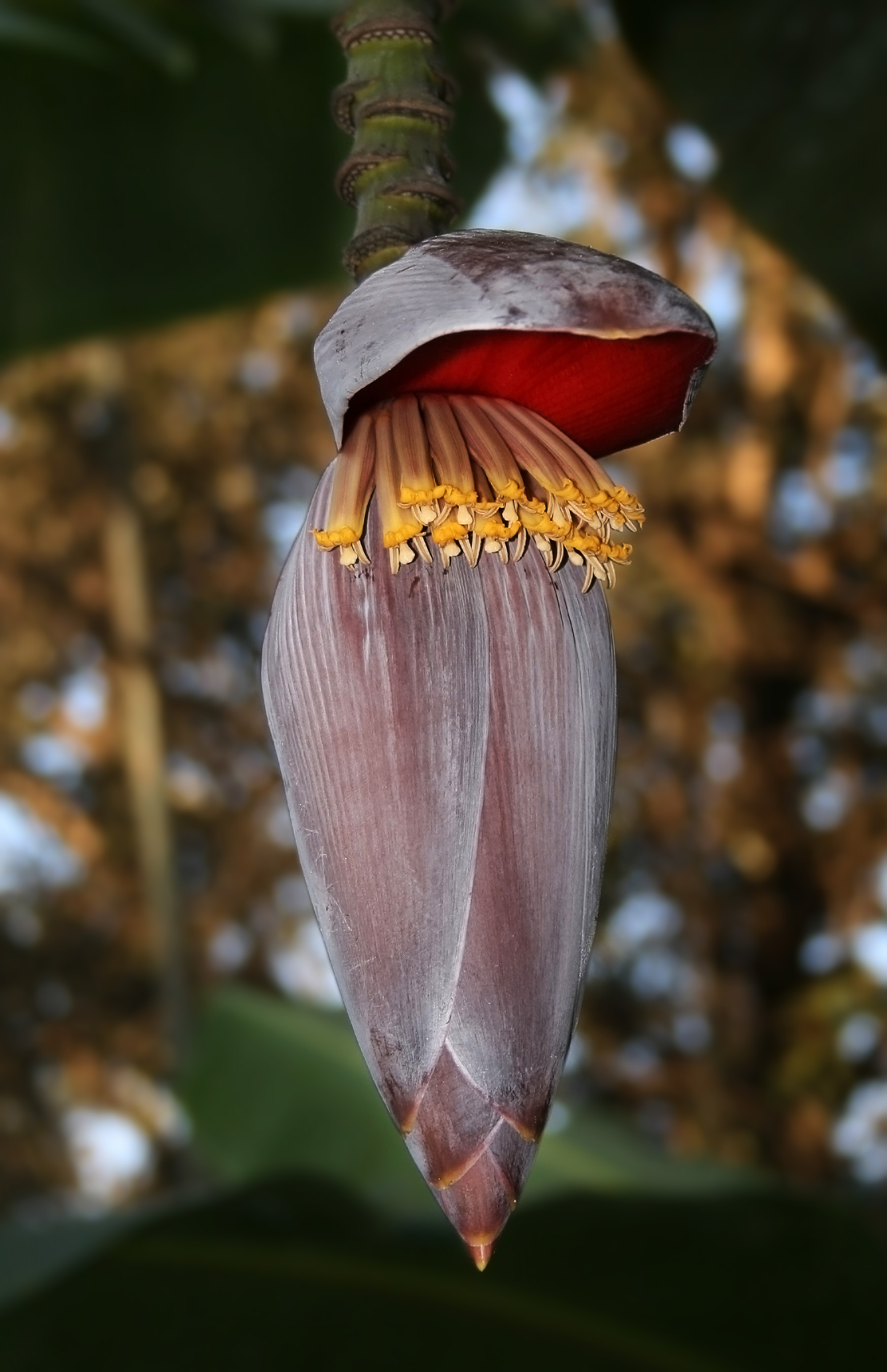
Inflorescencia masculina de un banano.

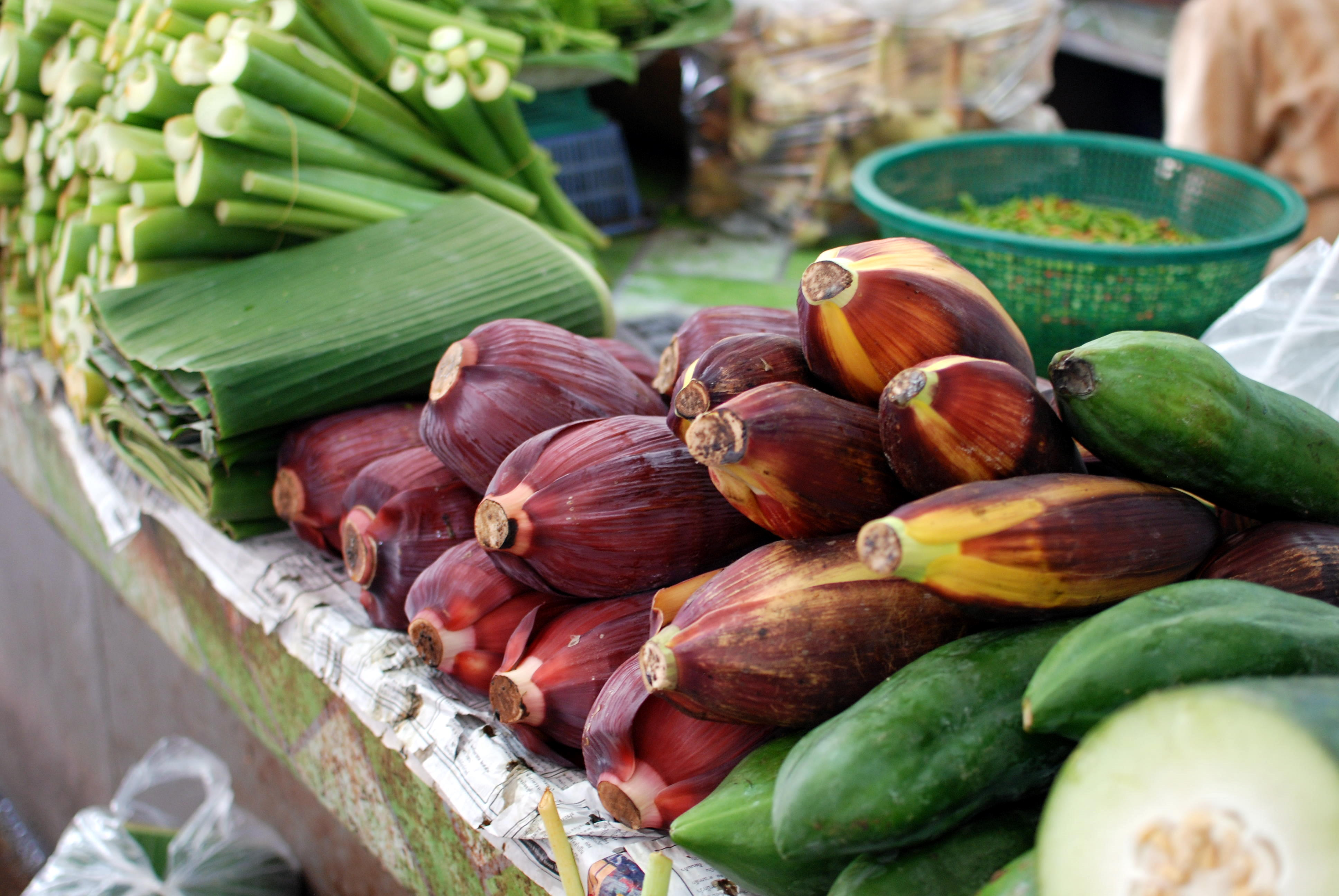
Flor y hoja de banano a la venta en un mercado de Chiang Mai (Tailandia).

La flor de plátano o flor de banano (Musa × paradisiaca), a veces conocida como bellota, es una flor considerada como alimento en algunas cocinas del sur de Asia y del Sudeste asiático. Se cocina como una verdura; bien sea crudas en ensalada, al vapor, frita o guisada en diferentes sopas, curris... etc. Su sabor es comparable al de la alcachofa, y al igual que esta, sus partes comestibles son las partes carnosas de las brácteas y el corazón. Otros lo asocian al sabor de los brotes de bambú. Se encuentra en el extremo del tallo (raquis), donde acaban los frutos. Se puede encontrar como ingrediente habitual en las gastronomías china, filipina, japonesa, indonesia, mianmareña, tailandesa y sirilanquesa.
Se encuentra mayormente disponible entre finales de otoño y principios de invierno, aunque se pueden encontrar en todo el año. En Tailandia, es una guarnición común para el pad thai. En Vietnam se usa para elaborar la ensalada de brotes de plátano (nộm hoa chuối). En varios países se consumen con los fideos chinos. En La Reunión, se denomina babafigue y se usa en carrys, rougails o para hacer buñuelos. Su uso en Occidente es marginal; en Latinoamérica, la flor de plátano no se encuentra con facilidad en los mercados, pero ciertos productores de banana la cosechan también. En México, aunque no es muy usual, ciertas comunidades indígenas, como los chontales de Tabasco o los nahuas del norte de Veracruz, la consumen cociéndolas en agua con panela, y la llaman bellota.

## Terminología
Esta preparación recibe varios nombres según el idioma: 
- ಬಾರೆದ ಪೂಂಬೆ bāreda pūmbe, en canarés
- 香蕉花 shiāngchiāo huā, en chino
- Puso ng saging, en filipino
- केले का फूल kele ka phool, en hindi
- Jantung pisang, en indonesio
- バナナの花 banana na hana, en japonés
- ดอกกล้วย dok kl̂way, en tailandés
- வாழையின் பூ vāḻaiyiṉ pū, en tamil
- Hoa chuối, en vietnamita

## Características botánicas
Esta flor es producida por la planta macho del plátano. A los 15 meses del nacimiento del pseudotallo surge, de su parte central, una inflorescencia con forma de gota invertida, acabando en una punta afilada. Se consumen cuando aún no han alcanzado el estado álgido de maduración. Son de color rojo anaranjado a morado oscuro, y se conforma de unas grandes brácteas duras y muy compactadas. En su interior se encuentran las flores tubulares blancas, dispuestas en dobles hileras en espiral. Si se dejase florecer (aprox. a los 30 días), las brácteas se acabarían abriendo y cayendo, dejando ver las flores, ya desarrolladas. 

## Uso culinario
Su sabor nada tiene que ver con el de la banana, pues es suave (sabe a poco), es almidonado, ligeramente amargo y se asocia con el de la alcachofa. La textura es crujiente como la de la col. Se pueden consumir crudas, fritas, guisadas o asadas. También se realizan conservas (enlatados) de flor de plátano en almíbar.

### Preparación
Antes de proceder a limpiar la flor, se prepara una olla o cubeta con agua y limón (o vinagre). Esto es porque las flores de banano se oxidan rápidamente (visualmente ennegrecen), y ese es un buen conservante. Al sacar las flores, en seguida se mojan en el limón, que también ayuda a bajarle el sabor amargo. La parte exterior, es decir, las brácteas granates, no son comestibles y se retiran. Para ello, se corta con cuchillo grande por la base o en un corte longitudinal, se sacan las flores y deshojan las brácteas interiores, que son blancas y tiernas. A veces, asar entero directamente sobre el fogón.

Platos con flor de plátano
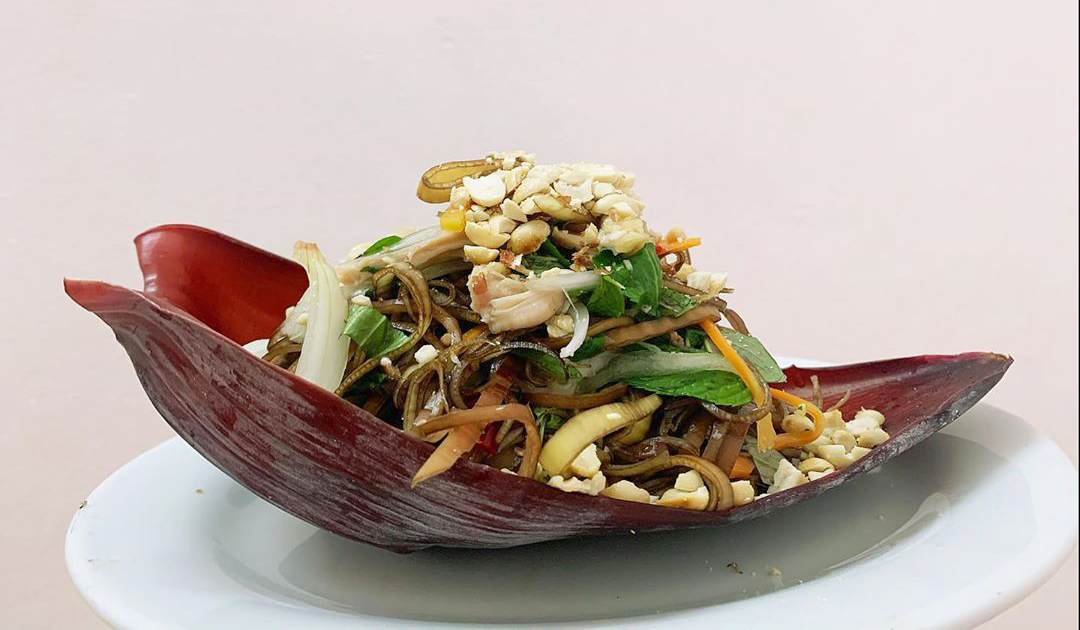
Ensalada de flor de banana (Nộm hoa chuối), gastronomía vietnamita.
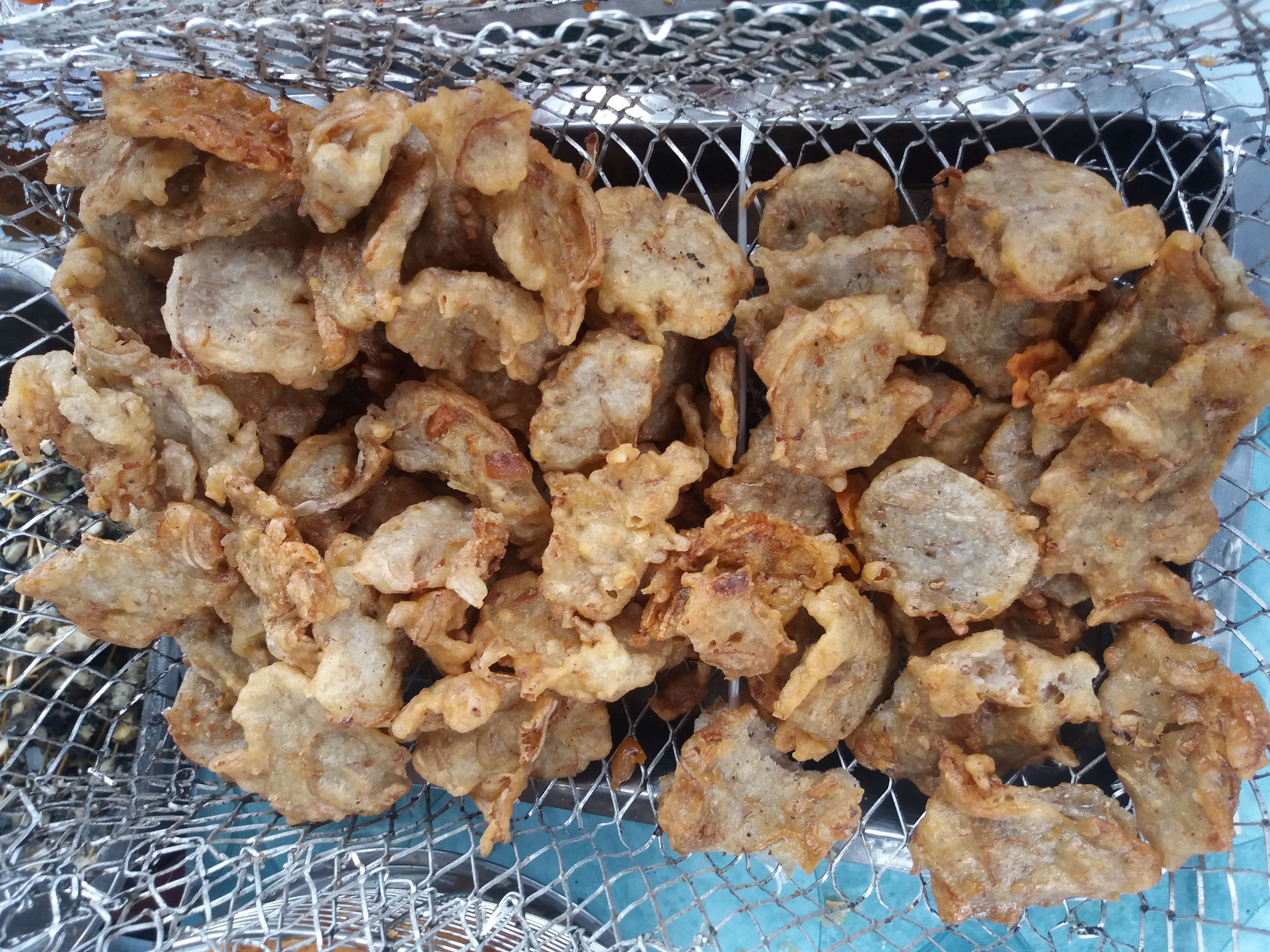
Okoy de flor de banano (Okoy na puso ng saging), gastronomía filipina.
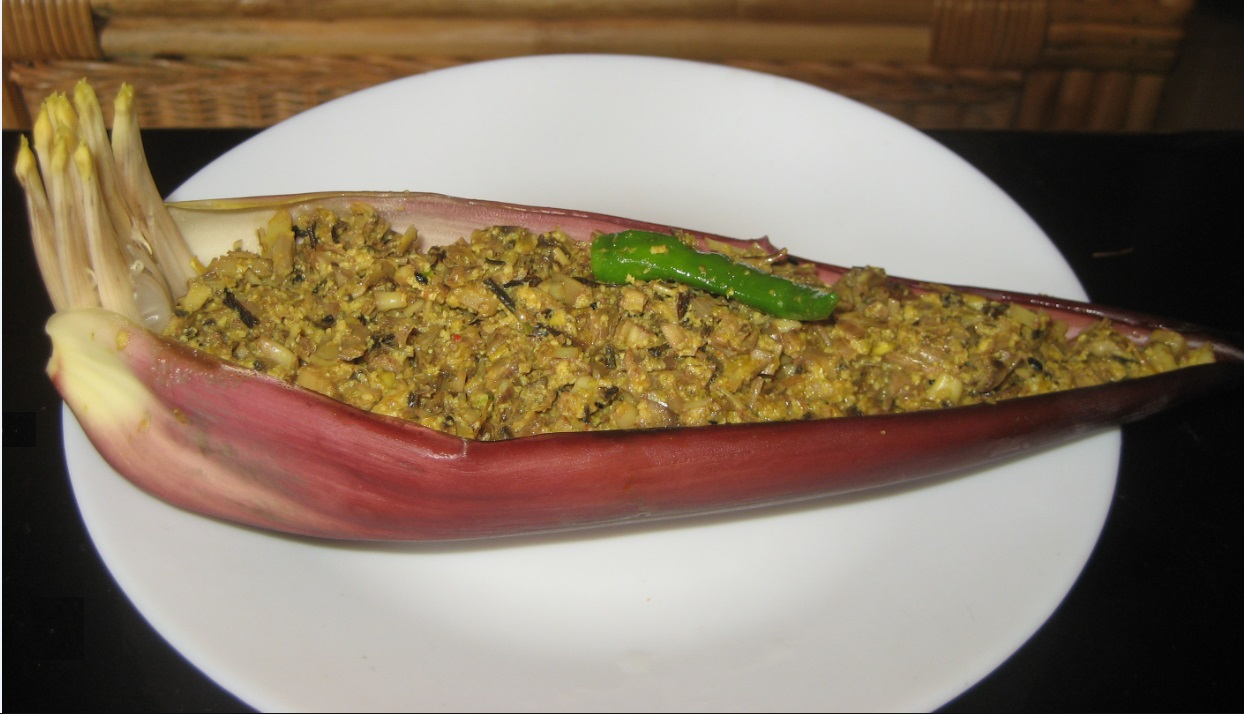
Mochar ghonto (মোচার ঘন্ট) de la cocina bengalí.
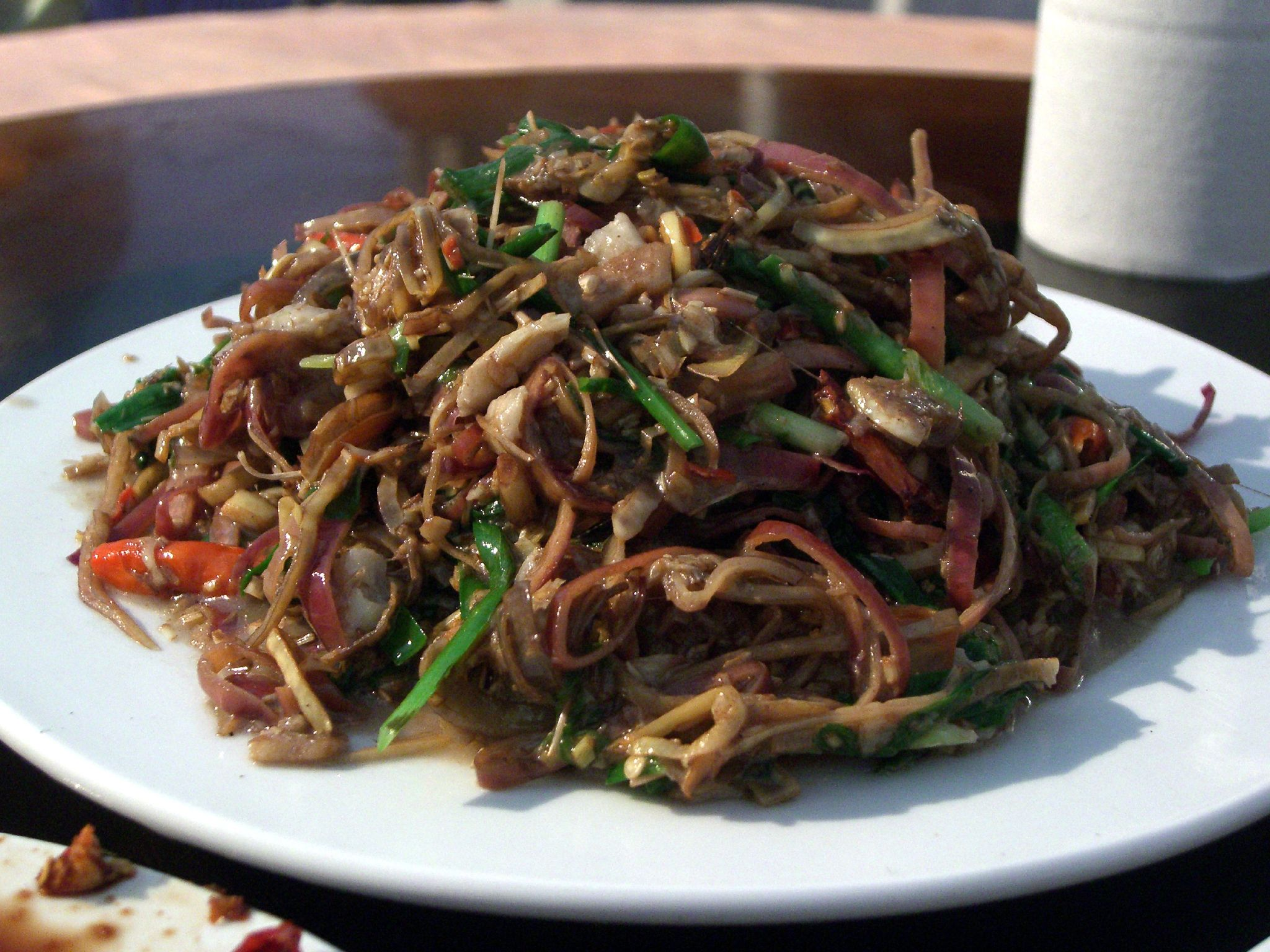
Flor de plátano y cebollino salteado (蕉花炒韭菜), gastronomía china.
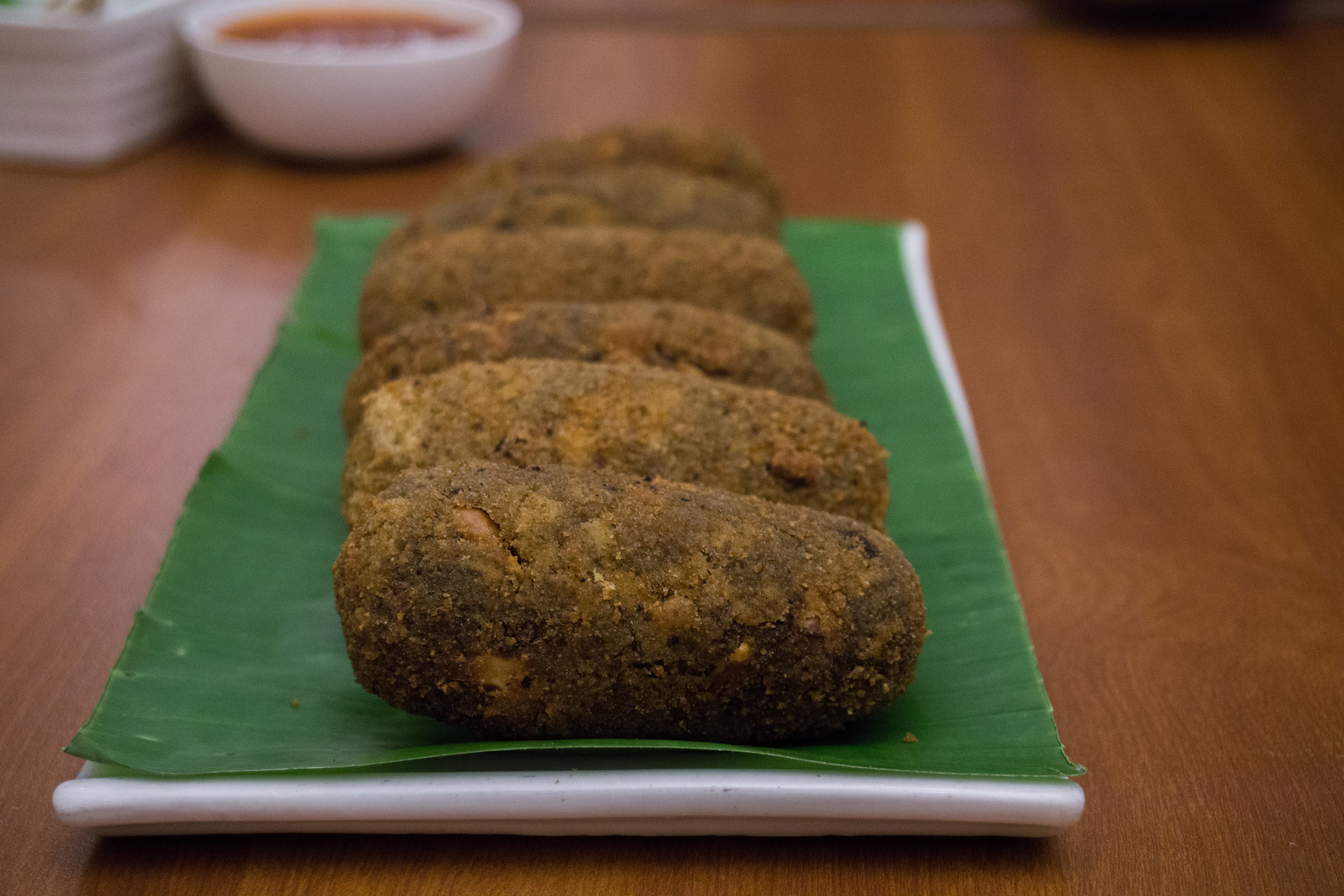
Croquetas de flor de banana.